# Simone Signoret
Pour les articles homonymes, voir Signoret et Kaminker.
Simone Signoret est une actrice et écrivaine française, née le 25 mars 1921 à Wiesbaden (Allemagne) et morte le 30 septembre 1985 à Autheuil-Authouillet (Eure).
En 1959, elle reçoit le prix d'interprétation féminine du festival de Cannes pour son rôle dans le film Les Chemins de la haute ville. Pour ce rôle, lors de la 32e cérémonie des Oscars l'année suivante, elle est la deuxième actrice française récompensée de l'Oscar de la meilleure actrice, après Claudette Colbert, en 1935. En 1978, elle reçoit le César de la meilleure actrice pour son rôle dans le film La Vie devant soi, d'après le roman du même nom de Romain Gary.

## Biographie

### Origines familiales
Simone Signoret naît le 25 mars 1921 à Wiesbaden en Allemagne sous le nom d'état civil de « Henriette Charlotte Simonne Kaminker », : elle est la fille aînée d'André Kaminker (1888-1961), Français d'origine juive polonaise, alors fonctionnaire civil (juriste) en poste avec les troupes d'occupation française en Rhénanie, agent de service de restitution industrielle, futur traducteur et interprète de conférence, et de Georgette Signoret (1896-1984),, une Française dont le père est un artiste peintre d'origine marseillaise.
La jeune Simone Kaminker a ensuite deux frères, Alain (1930-1959) et Jean-Pierre (né en 1932).

### Jeunesse et formation (1923-1940)
La famille s'installe à Paris en 1923.
Dans l'entre-deux-guerres, André Kaminker est — avec Jacques-Paul Bonjean — journaliste à la station de radio Le Poste parisien. En 1934, il effectue pour la radio française une traduction simultanée d’un discours d'Adolf Hitler prononcé à Nuremberg.
Simonne Kaminker fait des études secondaires classiques. Au lycée, elle est la condisciple et l'amie de Corinne Luchaire (1921-1950), qui arrête ses études dès la classe de troisième (vers 1936) et entame une carrière cinématographique.
Au début de la seconde guerre mondiale, Mme Kaminker et ses enfants se réfugient en Bretagne : en 1939-1940, Simone est élève au lycée de Vannes, où, de janvier à juin 1940, elle a Lucie Aubrac pour professeur d’histoire.

### L'Occupation et l'après-guerre (1940-1950)
En juillet 1940, André Kaminker rejoint la France libre à Londres ; il devient speaker, notamment sur Radio Brazzaville,.
De retour à Paris, Simonne Kaminker doit travailler pour aider sa mère. En septembre 1940, elle est engagée pour 1 400 francs par mois comme assistante de la secrétaire personnelle de Jean Luchaire — père de son amie Corinne Luchaire — un partisan sans réserve de la collaboration, directeur du journal Les Nouveaux Temps. Au printemps 1941, elle quitte Les Nouveaux Temps, décidée à faire du cinéma. Du fait de sa condition de demi-juive et sans la carte du COIC que délivrait la Propagandastaffel, elle commence, avec l'aide de Corinne Luchaire, par faire de la figuration au cinéma, notamment dans Prince charmant et Boléro de Jean Boyer, Les Visiteurs du soir de Marcel Carné, Adieu Léonard de Pierre Prévert. Elle choisit alors un nom de scène, en substituant à son nom patronymique celui de sa mère, Signoret, et en supprimant une lettre « n » à son prénom.
En 1943, elle rencontre le réalisateur Yves Allégret. Le 16 avril 1946 naît leur fille Catherine Allégret. Ils se marient à Paris 7e le 27 juillet 1948 En août 1949, sur un coup de foudre, elle le quitte pour un jeune chanteur découvert par Édith Piaf : Yves Montand, rencontré à Saint-Paul-de-Vence, qu'elle épouse le 22 décembre 1951.
La carrière de comédienne de Simone Signoret est lancée en 1946 par le film Macadam, pour lequel elle obtient le prix Suzanne-Bianchetti de la révélation en 1947. Allégret offre à Simone Signoret ses premiers rôles importants, notamment dans Dédée d'Anvers en 1948 et Manèges en 1950.

### Les années 1950

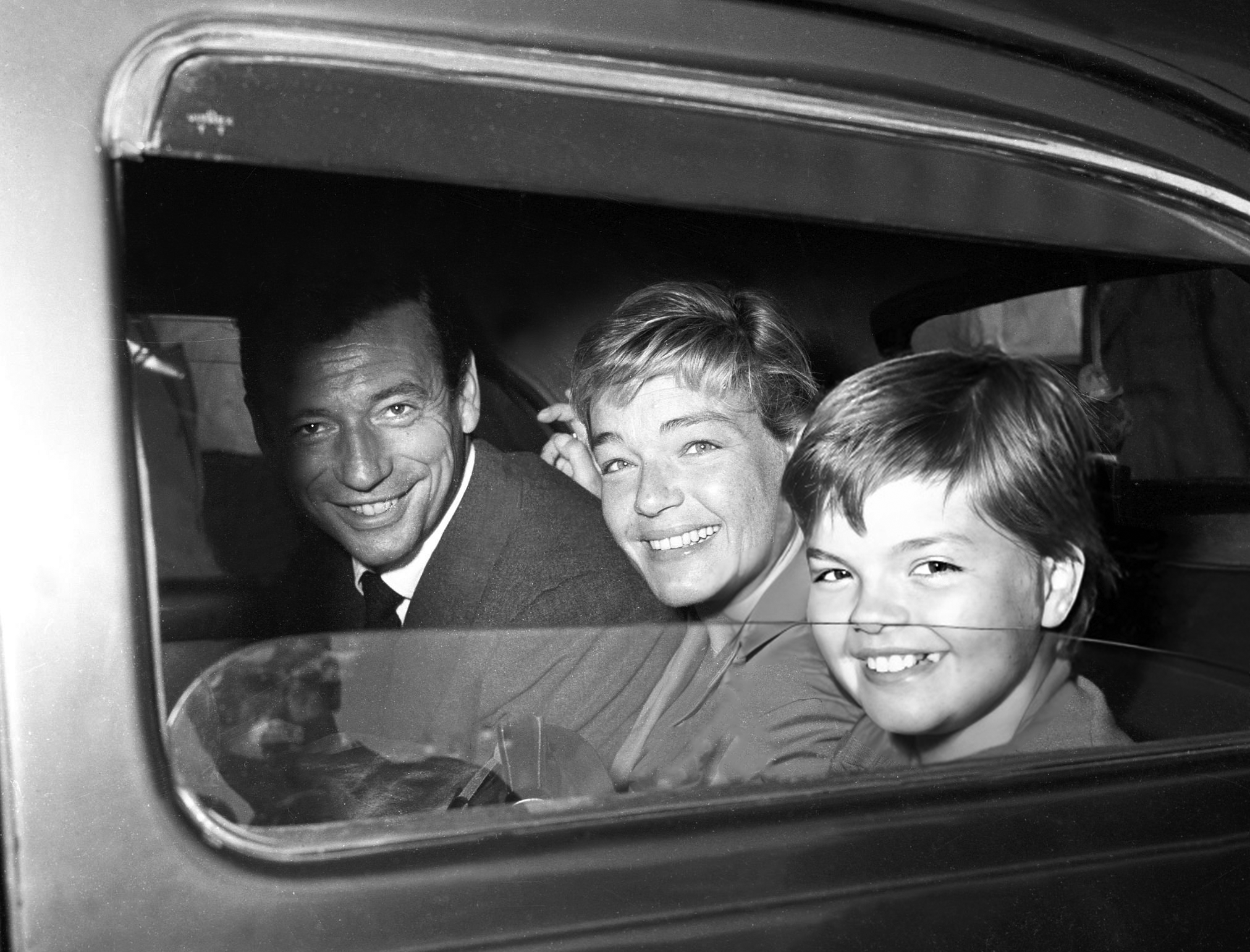
En 1950 à Rome, Signoret avec son époux Yves Montand et sa fille Catherine Allégret.

C'est avec d'autres réalisateurs que Simone Signoret accède au rang de vedette, notamment dans Casque d'Or de Jacques Becker en 1952, Thérèse Raquin de Marcel Carné en 1953 et Les Diaboliques d'Henri-Georges Clouzot en 1955.

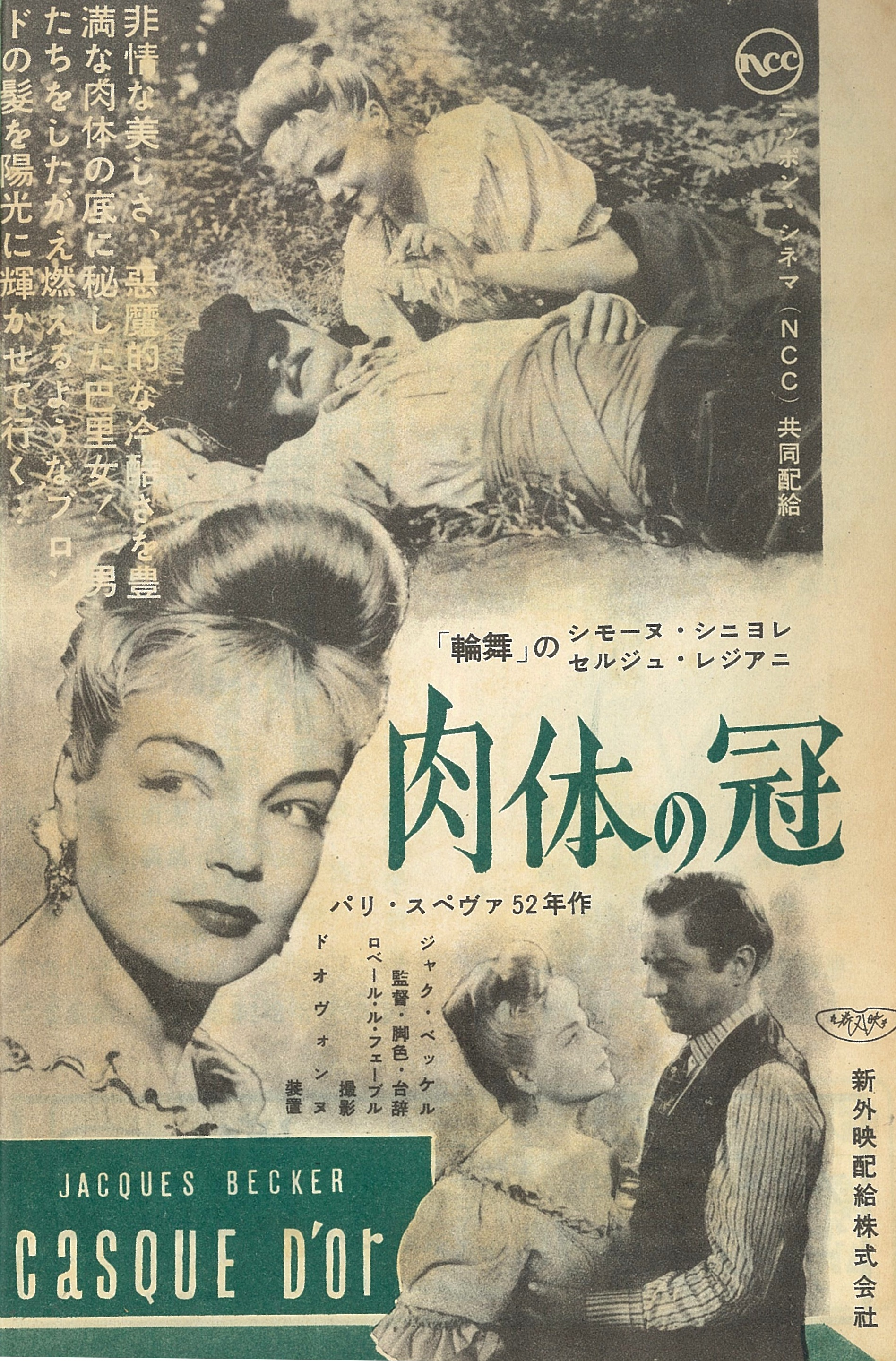
Affiche japonaise du film Casque d'Or (1952).

En 1954, Signoret et Montand achètent une propriété à Autheuil-Authouillet, en Normandie. Cette demeure va devenir un haut lieu pour des rencontres artistiques et intellectuelles amicales. Jean-Paul Sartre, Simone de Beauvoir, Serge Reggiani, Pierre Brasseur, Luis Buñuel, Jorge Semprún y séjournent régulièrement. Le couple affirme des idées de gauche et est bientôt catalogué comme « compagnon de route » du Parti communiste.

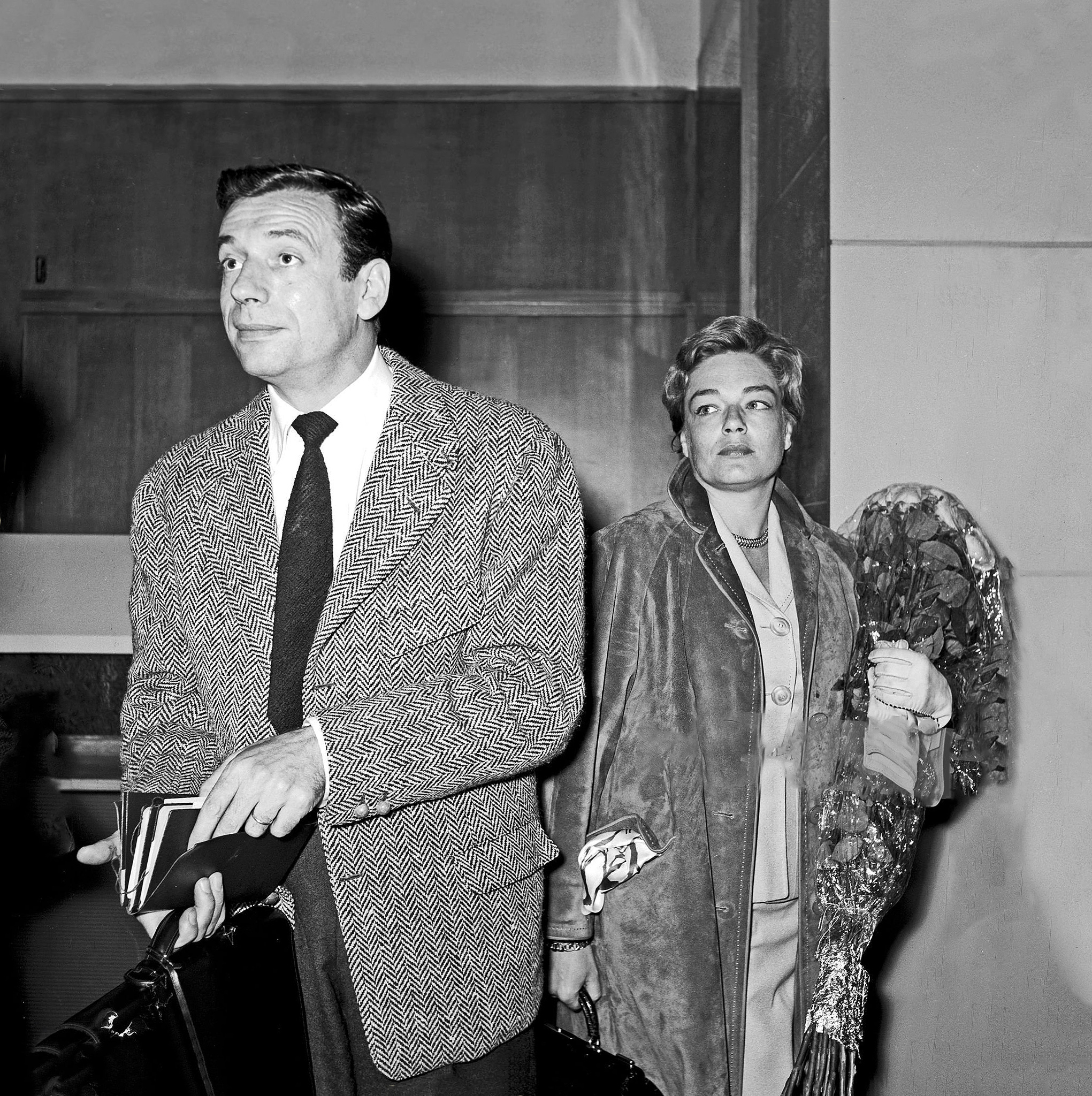
Avec son époux Yves Montand en 1958, elle s'implique politiquement à gauche et voyage dans les pays de l'Est, à l'époque dans le bloc communiste.

En 1954, le couple crée la version française des Les Sorcières de Salem d'Arthur Miller dans une mise en scène de Raymond Rouleau, qui sera portée à l'écran trois ans plus tard (Les Sorcières de Salem), une œuvre qui dénonce le phénomène du maccarthysme. En 1956, ils jouent dans un film de Yannick Bellon, Un matin comme les autres, court métrage sur le problème de l'insalubrité des logements en banlieue. En 1957, Simone Signoret accompagne Yves Montand dans la tournée (triomphale) qu'il effectue dans les pays du bloc de l'Est. Mais ils reviennent déçus par la réalité des pays du « socialisme réel » et prennent dès lors des distances avec le parti, sans renier toutefois leurs convictions politiques.

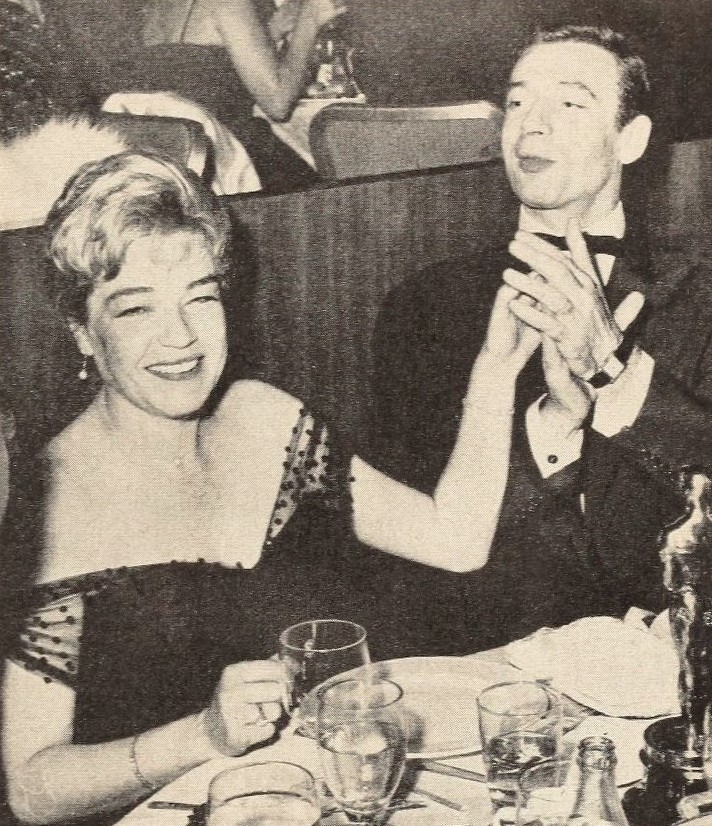
Simone Signoret et Yves Montand lors de la soirée de la remise des Oscars en 1960.

Après avoir tourné en Angleterre Les Chemins de la haute ville (Room at the Top) sous la direction de Jack Clayton, Simone Signoret part aux États-Unis avec Yves Montand en 1959. Le couple fréquente alors Arthur Miller, qui vient d'épouser Marilyn Monroe. Cette dernière impose Montand à ses côtés dans le film Le Milliardaire (1960) qu'elle s'apprête à tourner avec George Cukor.
Le 4 avril 1960, Simone Signoret reçoit l'Oscar de la meilleure actrice pour sa prestation dans Les Chemins de la haute ville, devenant la première actrice française à recevoir ce prix, puis elle rentre en France tandis qu'une idylle naît entre Yves Montand et Marilyn Monroe. Cette relation prend fin lorsqu'elle est dévoilée par la presse américaine. Il rejoint cependant son épouse après la promotion du film. Lorsque, des années plus tard, un journaliste évoquera avec Simone Signoret la liaison entre son mari et l'actrice américaine, elle répondra qu'elle regrettait simplement que Marilyn Monroe (morte en 1962) n'ait jamais su qu'elle ne lui en avait pas voulu.
En septembre 1960, elle signe la « Déclaration sur le droit à l’insoumission dans la guerre d’Algérie », dite Manifeste des 121.

### Les années 1960 et 1970
Dans les années 1970, Simone Signoret incarne de nombreux rôles, parfois politiques comme dans L'Aveu de Costa-Gavras en 1970, où Montand incarne le rôle principal, et toujours dramatiques : en 1969 L'Armée des ombres de Jean-Pierre Melville ; en 1971 Le Chat avec Jean Gabin et La Veuve Couderc avec Alain Delon, tous deux de Pierre Granier-Deferre ; en 1973 Les Granges brûlées de Jean Chapot et Alain Delon. Elle tourne également avec la nouvelle génération de réalisateurs, notamment Patrice Chéreau dans La Chair de l'orchidée en 1975 et dans Judith Therpauve en 1978, et Alain Corneau dans Police Python 357 en 1976 (où Montand incarne également le rôle principal).
En 1978, son interprétation de Mme Rosa dans le film La Vie devant soi lui vaut le César de la meilleure actrice alors que le film remporte l'Oscar du meilleur film en langue étrangère. La même année, elle tourne pour la télévision dans la série Madame le juge.

### Dernières années

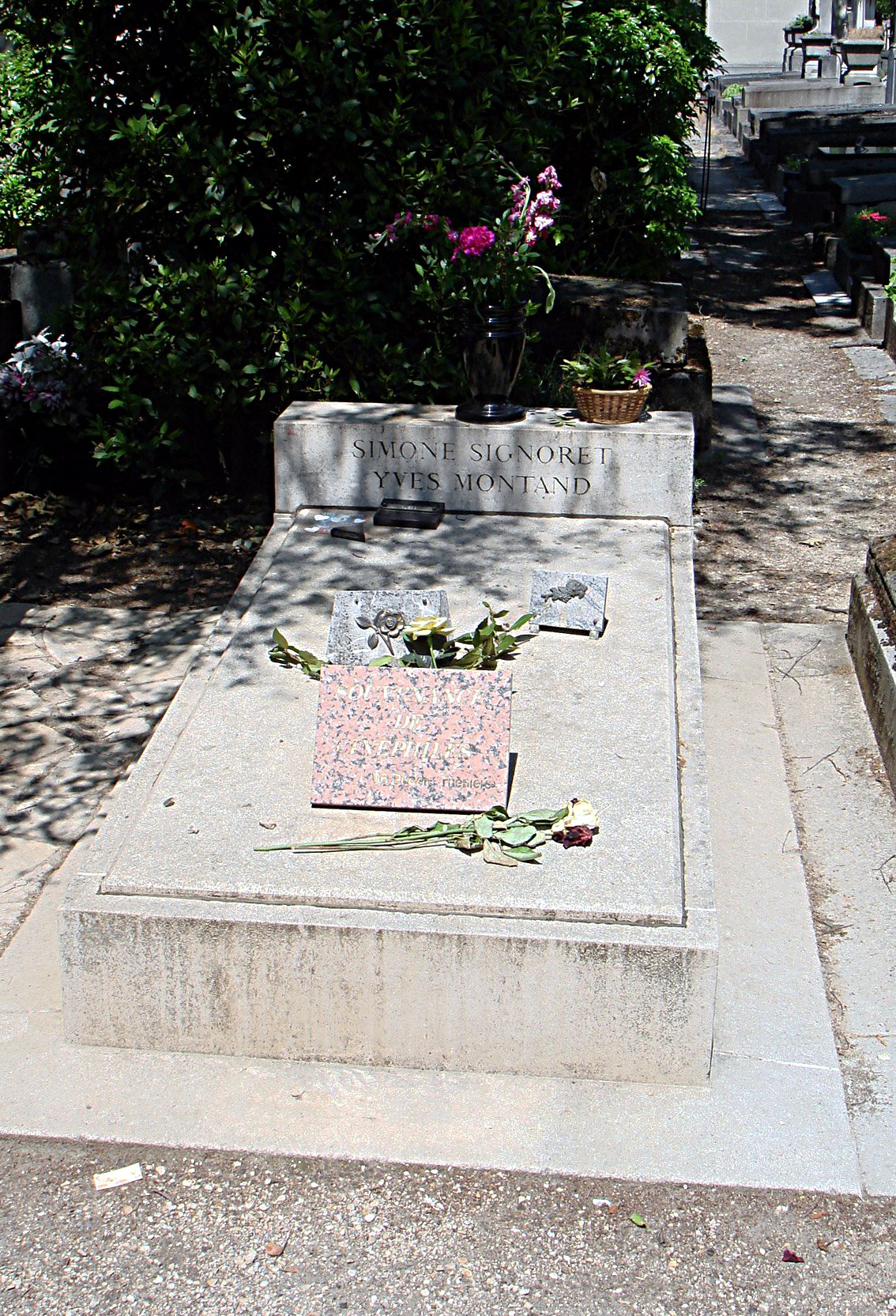
Tombe de Simone Signoret et d'Yves Montand au cimetière du Père-Lachaise (division 44).

À partir de 1981, la santé de Simone Signoret, qui a coutume de fumer et boire de l'alcool, se détériore sérieusement : elle subit une première opération de la vésicule biliaire, puis devient progressivement aveugle, atteinte de la cataracte, ne distinguant plus à terme que la silhouette des objets. Ses apparitions à l'écran deviennent rares. Elle tourne, entre autres, L'Étoile du Nord avec Pierre Granier-Deferre en 1982, ainsi que deux téléfilms avec Marcel Bluwal : Thérèse Humbert en 1983 et Music-hall en 1985. Une de ses dernières apparitions marquantes a lieu, quelques mois avant sa mort, dans l'émission 7 sur 7 où elle demande à la journaliste Anne Sinclair de présenter le logo de SOS Racisme qui comporte le slogan « Touche pas à mon pote ».
Atteinte d'un cancer du côlon, elle subit une intervention chirurgicale en août 1985 et meurt dans sa propriété d'Autheuil le 30 septembre suivant, âgée de 64 ans. Elle est inhumée au cimetière du Père-Lachaise (division 44) ; Yves Montand la rejoint six ans plus tard, en novembre 1991.

### Activité littéraire
Simone Signoret a publié :
- une autobiographie en 1975, La nostalgie n'est plus ce qu'elle était ;
- un autre récit autobiographique en 1979, Le lendemain, elle était souriante… ;
- un roman en 1985, Adieu Volodia.

### Vie privée
Pendant la Seconde Guerre mondiale, Simone a une liaison de plusieurs mois avec l'acteur Daniel Gélin, avant de se lier avec un compagnon de plus de vingt ans son aîné, Marcel Duhamel.
Simone Signoret a été mariée de 1948 à 1951 au réalisateur Yves Allégret dont elle a eu une fille, Catherine Allégret, puis, de 1951 à sa mort, à l'acteur et chanteur Yves Montand.

Sa fille Catherine Allégret est devenue comédienne ; son petit-fils Benjamin Castaldi et son arrière petit-fils Julien Castaldi sont devenus animateurs de télévision.

## Filmographie

### Cinéma

#### Longs métrages
- 1942 : Le Prince charmant de Jean Boyer : figurante
- 1942 : Boléro de Jean Boyer : une employée de la maison de couture
- 1942 : Les Visiteurs du soir de Marcel Carné : une demoiselle du château (non créditée)
- 1942 : Le Voyageur de la Toussaint de Louis Daquin : figurante
- 1942 : Le Bienfaiteur de Henri Decoin : l'employée du journal local
- 1943 : Adieu Léonard de Pierre Prévert : la gitane (non créditée)
- 1944 : L'Ange de la nuit d'André Berthomieu : une étudiante (non créditée)
- 1944 : Béatrice devant le désir de Jean de Marguenat : Liliane Moraccini
- 1944 : Service de nuit de Jean Faurez : une danseuse à la taverne
- 1944 : Le mort ne reçoit plus de Jean Tarride : la maîtresse de Firmin
- 1945 : La Boîte aux rêves d'Yves Allégret et Jean Choux : une femme
- 1946 : Les Démons de l'aube d'Yves Allégret : Lily, la cabaretière
- 1946 : Le Couple idéal de Bernard Roland : Annette
- 1946 : Macadam de Marcel Blistène et Jacques Feyder : Gisèle
- 1947 : Fantômas de Jean Sacha : Hélène
- 1947 : Les Guerriers dans l'ombre (Against the Wind) de Charles Crichton : Michèle
- 1947 : Dédée d'Anvers d'Yves Allégret : Dédée
- 1948 : Impasse des Deux-Anges de Maurice Tourneur : Anne-Marie / Marianne
- 1949 : Suzanne et son marin (Swiss Tour) de Leopold Lindtberg : Yvonne
- 1950 : Manèges d'Yves Allégret : Dora
- 1950 : La Ronde de Max Ophüls : Léocadie, la prostituée
- 1950 : Le Traqué (Gunman in the Streets) de Borys Lewin et Franck Tuttle : Denise Vernon
- 1951 : Ombre et Lumière d'Henri Calef : Isabelle Leritz
- 1951 : Casque d'Or de Jacques Becker : Marie, surnommée Casque d'Or
- 1951 : Sans laisser d'adresse de Jean-Paul Le Chanois : une journaliste
- 1953 : Thérèse Raquin de Marcel Carné : Thérèse Raquin
- 1954 : Les Diaboliques d'Henri-Georges Clouzot : Nicole Horner
- 1956 : La Mort en ce jardin de Luis Buñuel : Djin
- 1957 : Les Sorcières de Salem de Raymond Rouleau : Élisabeth Proctor
- 1959 : Les Chemins de la haute ville (Room at the Top) de Jack Clayton : Alice Aisgill
- 1960 : Adua et ses compagnes d'Antonio Pietrangeli : Adua Giovannetti
- 1961 : Les Mauvais Coups de François Leterrier : Roberte
- 1961 : Les Amours célèbres, sketch Jenny de Lacour de Michel Boisrond : Jenny de Lacour
- 1962 : Le Verdict (Term of Trial) de Peter Glenville : Anna
- 1962 : Le Jour et l'Heure de René Clément : Thérèse Dutheil
- 1963 : Le Jour le plus court (Il Giorno piu corto) de Sergio Corbucci : Contadina
- 1963 : Dragées au poivre de Jacques Baratier : Madame Geneviève
- 1963 : Le Joli Mai de Chris Marker (documentaire) : narratrice
- 1965 : Compartiment tueurs de Costa-Gavras : Éliane Darrès
- 1965 : La Nef des fous (Ship of Fools) de Stanley Kramer : la Comtesse
- 1966 : Paris brûle-t-il ? de René Clément : la patronne de bistrot
- 1966 : M15 demande protection (The Deadly Affair) de Sidney Lumet : Elsa Fennan
- 1967 : Le Diable à trois (Games) de Curtis Harrington : Lisa Schindler
- 1968 : Mister Freedom de William Klein : elle-même
- 1968 : La Mouette (The Sea Gull) de Sidney Lumet : Irina Arkadina
- 1969 : L'Américain de Marcel Bozzuffi : Léone
- 1969 : L'Armée des ombres de Jean-Pierre Melville : Mathilde
- 1970 : L'Aveu de Costa-Gavras : Lise
- 1971 : Comptes à rebours de Roger Pigaut : Léa
- 1971 : Le Chat de Pierre Granier-Deferre : Clémence Bouin
- 1971 : La Veuve Couderc de Pierre Granier-Deferre : Tati Couderc
- 1973 : Les Granges brûlées de Jean Chapot : Rose Cateux
- 1973 : Rude journée pour la reine de René Allio : Jeanne
- 1975 : La Chair de l'orchidée de Patrice Chéreau : Lady Vamos
- 1976 : Police Python 357 d'Alain Corneau : Thérèse Ganay
- 1977 : Le fond de l'air est rouge de Chris Marker (documentaire) : narratrice
- 1977 : La Vie devant soi de Moshé Mizrahi : Madame Rosa
- 1978 : L'Adolescente de Jeanne Moreau : Mamie
- 1978 : Judith Therpauve de Patrice Chéreau : Judith Therpauve
- 1979 : Chère inconnue de Moshé Mizrahi : Louise Martin
- 1982 : L'Étoile du Nord de Pierre Granier-Deferre : Louise Baron
- 1982 : Guy de Maupassant de Michel Drach : la mère de Maupassant

#### Courts métrages
- 1946 : Face à la vie de René Chanas
- 1946 : Ulysse ou les Mauvaises Rencontres d'Alexandre Astruc
- 1952 : Jouons le jeu, sketch La Jalousie d'André Gillois
- 1952 : Saint-Germain-des-Prés de Marcello Pagliero
- 1953 : Confidences en zig-zag sur l'amour d'André Gillois
- 1955 : Mère Courage (Mutter Courage und ihre Kinder) de Wolfgang Staudte (long métrage inachevé) : Yvette, Lagerhure (de)
- 1956 : La Rose des vents, sketch Un matin comme les autres de Yannick Bellon
- 1964 : Les Femmes aussi : Aux grands magasins de William Klein (documentaire) : elle-même
- 1969 : Jour de tournage de Chris Marker
- 1970 : Langlois de Roberto Guerra et Eila Hershon (documentaire) : elle-même
- 1971 : Le Deuxième Procès d'Arthur London de Chris Marker (documentaire) : elle-même

### Télévision
- 1966 : Bob Hope Presents the Chrysler Theatre : Une petite rébellion (A Small Rebellion) de Stuart Rosenberg (série) : Sara Lescault
- 1970 : Un otage de Marcel Cravenne (téléfilm) : Meg
- 1978 : Madame le juge, écrit par Raymond Thévenin, réalisé par Philippe Condroyer, Claude Barma, Claude Chabrol, Edouard Molinaro, Nadine Trintignant (série) : Élisabeth Massot
- 1983 : Thérèse Humbert de Marcel Bluwal (série) : Thérèse Humbert
- 1983 : Des terroristes à la retraite de Mosco Boucault (documentaire) : voix
- 1986 : Music-Hall de Marcel Bluwal (téléfilm) : Yvonne Pierre

## Théâtre
- 1942 : Dieu est innocent de Lucien Fabre, mise en scène Marcel Herrand, théâtre des Mathurins
- 1954 : Les Sorcières de Salem d'Arthur Miller, mise en scène Raymond Rouleau, théâtre Sarah-Bernhardt
- 1962 : Les Petits Renards de Lillian Hellman, mise en scène Pierre Mondy, théâtre Sarah-Bernhardt
- 1966 : Macbeth de Shakespeare, Royal Court Theatre Londres

## Publications
- La nostalgie n'est plus ce qu'elle était, éditions du Seuil, Paris, 1976  (ISBN 2-02004-520-6).
- Le lendemain, elle était souriante..., éditions du Seuil, Paris, 1979  (ISBN 9782020052580)
- Adieu Volodia, Fayard, Paris, 1985  (ISBN 2-25303-956-X).

## Distinctions

### Récompenses

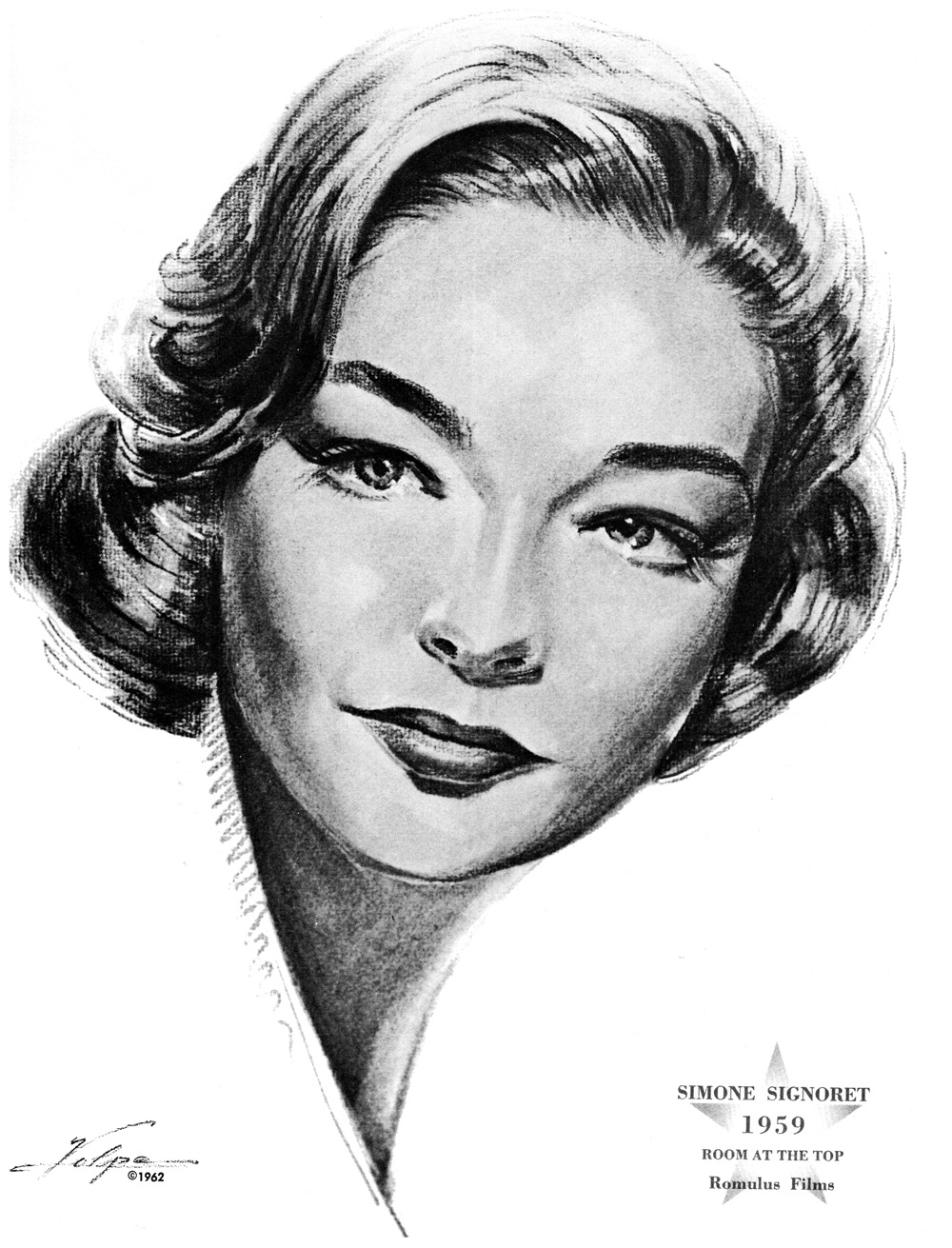
Portrait au fusain de Simone Signoret exécuté en 1959, probablement après qu'elle a été nommée pour l'Oscar de la meilleure actrice (cérémonie de 1960) pour Les Chemins de la haute ville, récompense qu'elle a remportée l'année suivante.

- BAFTA 1953 : meilleure actrice étrangère pour Casque d'Or
- Festival international du film de Karlovy Vary 1957 : meilleure actrice pour Les Sorcières de Salem
- BAFTA 1958 : meilleure actrice étrangère pour Les Sorcières de Salem
- National Board of Review 1959 : meilleure actrice pour Les Chemins de la haute ville
- BAFTA 1959 : meilleure actrice étrangère pour Les Chemins de la haute ville
- Festival de Cannes 1959 : prix d'interprétation féminine pour Les Chemins de la haute ville
- Jussis 1959 : meilleure actrice pour Les Chemins de la haute ville
- Oscars 1960 : meilleure actrice pour Les Chemins de la haute ville
- Grand prix du Disque 1964 pour son monologue de La Voix Humaine de Jean Cocteau
- Primetime Emmy Awards 1966 : meilleure actrice dans un téléfilm où une mini-série pour Bob Hope Presents the Chrysler Theatre, épisode « A Small Rebellion »
- Berlinale 1971 : meilleure actrice pour Le Chat
- César 1978 : meilleure actrice pour La Vie devant soi
- David di Donatello 1978 : meilleure actrice pour La Vie devant soi

### Nominations
- Golden Globes 1960 : meilleure actrice dans un film dramatique pour Les Chemins de la haute ville
- BAFTA 1966 : meilleure actrice étrangère pour La Nef des fous
- Golden Globes 1966 : meilleure actrice dans un film dramatique pour La Nef des fous
- Oscars 1966 : meilleure actrice pour La Nef des fous
- BAFTA 1968 : meilleure actrice étrangère pour MI5 demande protection
- César 1983 : meilleure actrice pour L'Étoile du Nord

## Hommages
La chanteuse Nina Simone a choisi son pseudonyme en hommage à Simone Signoret après l'avoir vue dans Casque d'Or.
En France en 2023, on dénombre au moins cent soixante-deux odonymes portant le nom de l’actrice, notamment à Paris depuis 1998, la promenade Signoret-Montand, le long du bassin de la Villette (bassin qui relie le canal de l'Ourcq au canal Saint-Martin) dans le 19e arrondissement de Paris.
Serge Reggiani a rendu hommage à Simone Signoret et à son rôle dans le film Casque d'Or avec la chanson Un menuisier dansait (1973). Reggiani y tient aussi le rôle principal masculin.
En 1986, dans son album Ça fait rire les oiseaux, la Compagnie créole publie une chanson intitulée Simone.